# Hesse Odamtten
Hesse Odamtten – ghański piłkarz grający na pozycji obrońcy. W swojej karierze grał w reprezentacji Ghany.

## Kariera klubowa
W swojej karierze piłkarskiej Odamtten grał w klubie Accra Hearts of Oak SC.

## Kariera reprezentacyjna
W reprezentacji Ghany Odamtten zadebiutował w 1980 roku. W tym samym roku został powołany do kadry na Puchar Narodów Afryki 1980. Na tym turnieju zagrał w trzech meczach grupowych: Algierią (0:0), z Gwineą (1:0) i z Marokiem (0:1).
W 1982 roku Odamtten był w kadrze Ghany na Puchar Narodów Afryki 1982. Nie zagrał w nim jednak w żadnym spotkaniu. Z Ghaną został mistrzem Afryki.
W 1984 roku Odamttena powołano do kadry na Puchar Narodów Afryki 1984. Na tym turnieju zagrał w jednym meczu grupowym, z Malawi (1:0). W kadrze narodowej grał do 1984 roku.